# Antonio Leonardis

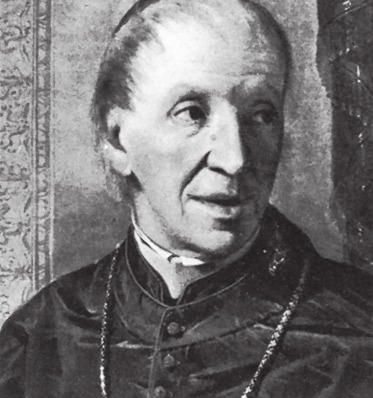
Antonio Leonardis da Lucinico, bisschop van Triëst en Capo d'Istria

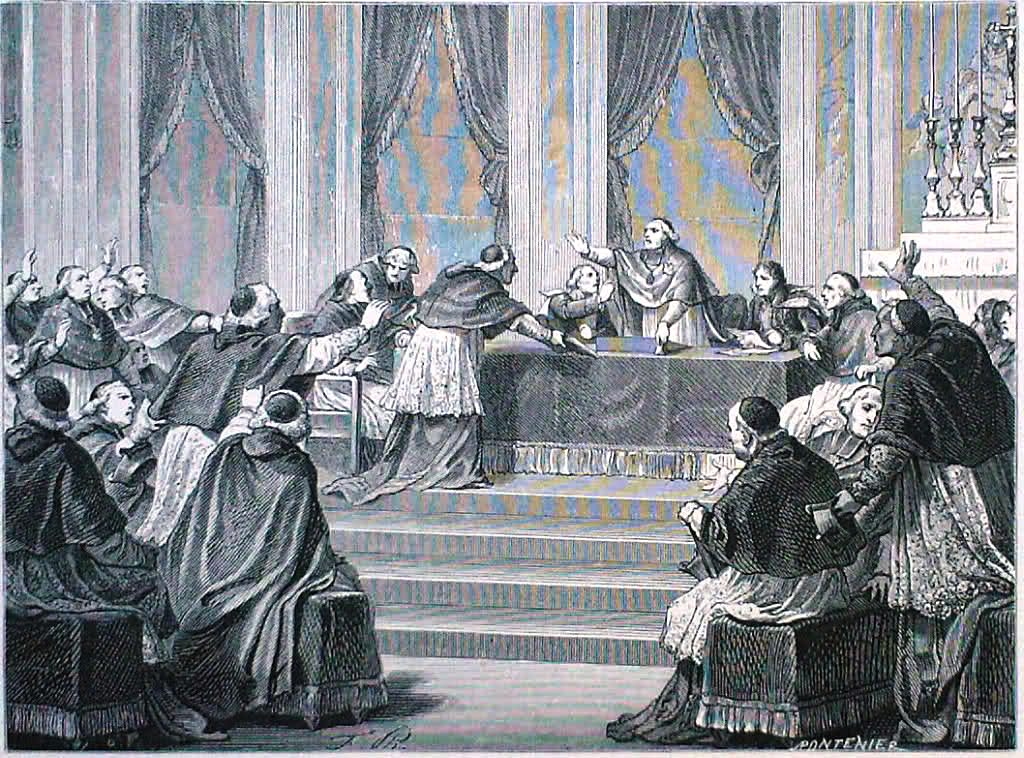
Concilie van Parijs (1811), onder regie van Napoleon Bonaparte

Antonio Leonardis da Lucinico (Gorizia, 16 mei 1756 – Triëst, 14 juni 1830) was bisschop van Triëst (1821-1828), een Vrije rijksstad van het keizerrijk Oostenrijk, en vervolgens van de bisdommen Triëst en Koper samen (1828-1830). Koper of in het Italiaans Capo d’Istria behoorde tot Oostenrijk als het markgraafschap Istrië, een ander Oostenrijks Kroonland.

## Levensloop
Leonardis studeerde voor priester aan de universiteit van Graz, waarna de priesterwijding volgde in Gorizia (1779). Hij was docent aan het priesterseminarie van het aartsbisdom Gorizia, tot het aartsbisdom werd afgeschaft onder Oostenrijkse druk (1788).
Van 1790 tot 1821 was Leonardis deken in Lucinico, wat aan zijn naam werd toegevoegd. Lucinico lag in het aartsbisdom Udine, wat een deel werd van het napoleontische koninkrijk Italië (1805-1814). Zijn aartsbisschop Baldassarre Francesco Rasponi was Oostenrijksgezind wat voor Napoleon hoogverraad was en dus gelijk stond met de dood met de kogel. De vicekoning Eugène de Beauharnais kon evenwel de situatie ontmijnen. Leonardis vergezelde aartsbisschop Rasponi op reis naar Parijs, wanneer deze laatste zijn loyauteit aan keizer Napoleon moest bewijzen. Het concilie vond plaats in de Notre-Dame (1811). De zieke aartsbisschop geraakte nooit in Parijs. Vandaar was deken Leonardis in zijn plaats aanwezig.
De bevordering tot bisschop kwam er in 1821. Leonardis werd tot bisschop van Triëst gewijd, een Oostenrijks bisdom in Italië. Door een hervorming van bisdommen (1828) kreeg Leonardis er het bisdom Koper erbij.

## Werken
- Nog voor zijn bisschopswijding had Leonardis oog voor de volkstaal. Hij vertaalde de Roomse liturgie in de Friulische volkstaal. Hij vond dit nodig in het godsdienstonderricht in de parochies van zijn dekenij.[3] Er bestonden al gelijkaardige werken in het Duits en het Sloveens. Het werk was getiteld Traduzion in dialet gurizzanfurlan dellis litaniis di dug i sanz (Udine, 1820).

- Eenmaal bisschop publiceerde hij een boek van een andere inhoud en wel in het Latijn: Libellus dioecesanus seu officia propria sanctorum diocesis tergestinae (Venetië, 1823); hierin beschreef hij alle heiligen van zijn bisdom Triëst.